# Weingarten (Turingia)
Weingarten (Thüringen) este o comună din landul Turingia, Germania.